# Червоная Долина (Изюмский район)
Червоная либо Красная Долина (укр.  Червона Долина), село,
Куньевский сельский совет,
Изюмский район,
Харьковская область.
Село Червоная Долина присоединено к селу Кунье.

## Географическое положение
Село Червоная Долина находится на левом берегу реки Кунья, выше по течению примыкает к селу Кунье, ниже по течению примыкает к селу Искра.

## Экономика
- Молочно-товарная ферма.